# صندوق تريليون
صندوق تريليون عبارة عن منصة للتمويل الجماعي للأسهم التي تعمل على جمع الأموال للمشاريع البيئية والاجتماعية.

## التأسيس
تأسست في عام 2011 من قبل الدكتور مايكل شتاين وفيليب ريتشز. تم إطلاق المنصة ردا على تحذيرات من الأمم المتحدة بأنها ستستغرق تريليون دولار أمريكي من الاستثمار سنويا لمنع العالم من الاحترار بأكثر من درجتين. أدى هذا الرقم تريليون دولار إلى ظهور اسم الشركة.
تريليون مملوكة للقطاع الخاص. وأصبحت فيفيان ويستوود مساهماً رئيسياً في مارس 2013 ،  واستحوذت البوين لندن على حصة في أبريل 2014. ولها دور في المجلس الاستشاري لصندوق ترليون.

## الأغلاق
في عام 2019 أغلقت المنصة. وفقًا لموقع أموال صندوق تريليون الإلكتروني ، «أغلق تريليون وسدد جميع القروض».

## روابط خارجية
- الموقع الرسمي